# Teologia ayyavazhi
A teologia Ayyavazhi é a teologia das crenças do sul da Índia e um ramo do Hinduísmo conhecido como "Ayyavazhi". Várias crenças teológicas fundamentais distinguem a tradição Ayyavazhi do Hinduísmo.